# 제시 웨어
제시 웨어(Jessie Ware, 1984년 10월 15일 ~ )는 잉글랜드의 싱어송라이터이다.

## 음반 목록
- Devotion (2012)
- Tough Love (2014)
- Glasshouse (2017)
- What's Your Pleasure? (2020)
- That! Feels Good! (2023)